# Stijok, Șumsk
Stijok (în ucraineană Стіжок) este o comună în raionul Șumsk, regiunea Ternopil, Ucraina, formată numai din satul de reședință.

## Demografie
Componența lingvistică a comunei Stijok
     Ucraineană (99,8%)
     Alte limbi (0,2%)
Conform recensământului din 2001, majoritatea populației comunei Stijok era vorbitoare de ucraineană (99,8%), existând în minoritate și vorbitori de alte limbi.